# Vladimir Tobias
Vladimir Ivanovitj Tobias (ryska: Владимир Иванович Тобиас), född 6 juli 1929 i Kinesjma, död 2 juli 2011, var en rysk entomolog som främst forskade om bracksteklar. Han beskrev 65 släkten och undersläkten samt 1 585 nya arter.
Auktorsnamnet Tobias kan användas för Vladimir Tobias i samband med ett vetenskapligt namn inom zoologin; se Wikipedia-artiklar som länkar till auktorsnamnet.